# Tênis de mesa nos Jogos Olímpicos de Verão de 2008 - Qualificação
Cada Comitê Olímpico Nacional (CON) pode inscrever 3 atletas de cada sexo nos eventos individuais e 1 atleta de cada sexo nos eventos em equipe para as competições de tênis de mesa nos Jogos Olímpicos de Verão de 2008.

## Individual
Um total de 64 atletas classificaram-se para cada evento individual como segue:
| Evento                                              | Data                 | Local          | Masculino | Feminino |
| --------------------------------------------------- | -------------------- | -------------- | --- | --- |
| Ranking da Federação Internacional de Tênis de mesa | 3 Jan, 2008          | -              | Wang Hao Ma Lin Timo Boll Vladimir Samsonov Ryu Seung Min Oh Sang Eun Gao Ning Li Ching Chuan Chih-Yuan Kalinikos Kreanga Werner Schlager Yo Kan Dimitrij Ovtcharov Alexei Smirnov Yang Zi Ko Lai Chak Zoran Primorac Michael Maze He Zhi Wen Jorgen Persson | Guo Yue Zhang Yining Wang Yue Gu Jiang Huajun Li Jia Wei Tie Yana Ai Fukuhara Kim Kyung Ah Wu Jiaduo Sayaka Hirano Liu Jia Li Jiao Gao Jun Park Mi Young Tamara Boroš Li Qian Wang Chen Krisztina Toth Daniela Dodean Elke Wosik  |
| Jogos Pan-africanos de 2007                         | 11-23 Jul, 2007      | Argel          | Segun Toriola Monday Merotohun El-Sayed Lashin Suraju Saka Idir Khourta Adel Massaad | Bose Kaffo Yang Fen Cecilia Offiong Nesrine Ben Kahia Safa Saidani Shaimaa Abdul Aziz |
| Jogos Pan-americanos de 2007                        | 21-27 Jul, 2007      | Rio de Janeiro | Lin Ju | Wu Xue |
| Torneio de Classificação da Ásia Central            | 15-18 Out, 2007      | Teerã          | Afshin Norouzi | Marina Shumakova |
| Torneio de Classificação da Ásia                    | 6-9 Mar, 2008        | Hong Kong      | Wang Liqin Kim Hyok Bong Ri Chol Guk Jun Mizutani Yoon Jae-Young Seiya Kishikawa Jang Song Man 4* | Dang Ye-Seo Nanthana Komwong Wang Nan Haruna Fukuoka Kim Jong Kim Mi Yong Huang I Hwa* 3* |
| Torneio Latino-Americano                            | 30 Mar - 6 Abr, 2008 | Santo Domingo  | Liu Song Gustavo Tsuboi Thiago Monteiro Dexter St Louis Pablo Tabachnik | Wu Xue Fabiola Ramos Mariany Nonaka Lian Qian Paula Medina Yadira Silva |
| Torneio de Classificação Europeu                    | 2-6 Abr, 2008        | Nantes         | Tan Ruiwu Jens Lundqvist Bojan Tokič Robert Gardos Christian Süß Chen Weixing Panagiotis Gionis João Monteiro Patrick Chila Christophe Legout Fedor Kuzmin                                                                                                   | Li Jie Viktoria Pavlovich Elizabeta Samara Hu Melek Xian Yi Fang Svetlana Ganina Sandra Paović Xu Jie Li Qianbing Zhu Fang Wenling Tan-Monfardini                                                                                 |
| Torneio de Classificação Norte-Americano            | 4-6 Abr, 2008        | Vancouver      | Zhang Peng Pradeeban Peter-Paul David Zhuang | Crystal Huang Yao Xi Zhang Mo Judy Long |
| Torneio de Classificação da Oceania                 | 5-8 Abr, 2008        | Nouméa         | William Henzell Kyle Davis David Zalcberg | Karen Li Lay Jian Fang Stéphanie Sang Xu |
| Torneio Final de Classificação                      | 8-11 Mai, 2008       | Budapeste      | Cheung Yuk Chiang Peng-Lung Jean-Michel Saive | Tie Yana Lin Ling Shen Yanfei |
| Convite da Comissão Tripartite                      | Abril, 2008          | -              | Marcelo Aguirre | Priscila Tommy |
| Cota adicional para competição por equipes          | 8-11 Mai, 2008       | Budapeste      | Adrian Crisan Ahmed Ali Saleh Zeng Cem Damien Eloi Marcos Freitas Janos Jakab Aleksandar Karakasević Mihai Bobocica Kou Lei Petr Korbel Tiago Apolonia Alfredo Carneros Lucjan Błaszczyk                                                                     | Georgina Pota Irina Kotikhina Pan Li-Chun Tatyana Kostromina Nikoleta Stefanova Margaryta Pesotska Andreja Bakula Oksana Fadeeva Petra Lovas Veronika Pavlovich Eva Odorova Dana Hadacova Ruta Paskauskiene Tetyana Sorochinskaya |

* 1 vaga retirada dos Jogos Pan-Americanos 2007.

## Equipe
Um total de 16 times classificaram-se para as disputas em equipe como segue:
- 6 - melhores times de cada continente
- 1 - País-sede (CHN) vaga garantida (não se classifica como o melhor time da Ásia)
- 9 - equipes restantes (ou 10 se CHN se classificar como o melhor time da Ásia)

Cada equipe será composta de 3 jogadores e eles não precisam estar classificados para os eventos individuais (existem cotas para atletas adicionais). Equipes serão qualificadas após todos os eventos de classificações individuais, e as equipes serão classificadas de acordo com a lista de Janeiro de 2008 do ranking mundial, mas a qualificação será atribuida primeiro para as equipes com os 3 atletas qualificados para o evento individual e, em seguida, para equipes com 2 atletas individuais classificados e, em seguida, para equipes com 1 e finalmente para equipes sem atletas individuais qualificatórias.